# Хімічні насоси
Хімічні насоси призначені для перекачування різних агресивних рідин.
У цю групу об'єднані різноманітні за конструктивним виконанням насоси, що перекачують рідини, відмінні за своїми хімічними властивостями від звичайної води. В основному це хімічно активні рідини, і за ступенем їх агресивності, а також в залежності від інших властивостей рідини, що перекачується (щільність, температура, абразивність тощо)), визначається матеріал проточної частини та конструкція насоса.
Потрібно звернути увагу, що для деталей проточної частини сірий чавун у виробництві хімічних насосів практично не застосовується, тому що він не має стійкості до агресивних середовищ або «забруднює» іонами заліза рідину, що перекачується. Крім того, за технічними умовами хімічні насоси повинні допускати значний тиск на всмоктуванні, а сірий чавун, як правило, ця умова не забезпечує.

## Застосування
- хімічна промисловість
- нафтохімічна промисловість (перекачування кислот, лугів, нафтопродуктів)
- лакофарбова промисловість (фарби, лаки, розчинники та ін. )
- харчова промисловість .

- Горизонтальні насоси.
- Вертикальні насоси — призначені для стаціонарної установки на ємність із безпосереднім зануренням у ємність, їх приводить у дію електричний двигун із прямим приводом використовуються для швидкого відкачування рідини.
- Бочкові насоси призначені для перекачування як нейтральних, так і агресивних рідин з бочок, контейнерів, ванн та інших ємностей. Насоси прості та зручні в експлуатації.
- Перистальтичні насоси
- Пневматичні діафрагмові насоси – призначені для перекачування в'язких та агресивних рідин із ємностей. AODD від англійського словосполучення "air-operated double diaphragm" (керовані повітрям з подвійною діафрагмою). [1]

1. ↑  Мембранні пневматичні насоси SEKO ⭐  pnevmonasos.com.ua. Pnevmonasos (рос.). Архів оригіналу за 11 лютого 2022. Процитовано 10 лютого 2022.